# Réseau d'excellence des sciences de l'ingénieur de la francophonie
Le Réseau d'excellence des sciences de l'ingénieur de la francophonie (RESCIF) est un programme de coopération universitaire francophone. C'est une initiative de la Confédération suisse à l'occasion du XIIIe Sommet de la francophonie, à Montreux (22-24 octobre 2010).

## Membres
Quatorze universités sont membres du Réseau d’excellence des sciences de l'ingénieur de la francophonie lors de sa création :
- École Mohammadia d'ingénieurs (Maroc)
- École nationale supérieure des mines de Rabat (Maroc)
- École nationale supérieure polytechnique de Yaoundé (Cameroun)
- École normale supérieure de Lyon (France)
- École polytechnique fédérale de Lausanne (Suisse)
- École polytechnique de Montréal (Canada)
- École supérieure polytechnique de l'université Cheikh-Anta-Diop de Dakar (Sénégal)
- Institut international d'ingénierie de l'eau et de l'environnement (Burkina Faso)
- Institut polytechnique d'Ho-Chi-Minh-Ville (Vietnam)
- Institut polytechnique de Grenoble (France)
- ParisTech (France)
- École polytechnique de Louvain de l'Université catholique de Louvain (Belgique)
- Université d'État d'Haïti (Haïti)
- Université Quisqueya de Port-au-Prince (Haïti)
- Université Saint-Joseph de Beyrouth (Liban)

Depuis 2015 :
- École polytechnique (France)[2]